# Diecezja Kerry
Diecezja Kerry (ang. Diocese of Kerry, irl. Deoise Chiarraí, łac. Dioecesis Kerriensis) – diecezja Kościoła katolickiego w Irlandii w metropolii Cashel-Emly. Została erygowana w VI wieku, obecną formę uzyskała w 1952 roku. W przełożeniu na świecki podział administracyjny znajduje się w zachodniej części prowincji Munster.